# Hænuvíkurháls
Hænuvíkurháls är en kulle i republiken Island. Den ligger i regionen Västfjordarna, 200 km nordväst om huvudstaden Reykjavík. Toppen på Hænuvíkurháls är 360 meter över havet, eller 103 meter över den omgivande terrängen. Bredden vid basen är 1,9 km.
Trakten runt Hænuvíkurháls är nära nog obefolkad, med mindre än två invånare per kvadratkilometer. Närmaste större samhälle är Patreksfjörður, omkring 12 kilometer öster om Hænuvíkurháls. Trakten runt Hænuvíkurháls består i huvudsak av gräsmarker.